# Maurice Herzog
Maurice Herzog (Lyon, Francia, 15 de enero de 1919 - Neuilly-sur-Seine, Francia, 14 de diciembre de 2012) fue un alpinista y político francés. El 3 de junio de 1950 alcanzó, en compañía de Louis Lachenal, la cumbre del Annapurna, en la cordillera del Himalaya, convirtiéndose en los primeros seres humanos en ascender una montaña de más de 8.000 metros. Hasta entonces, un total de veintidós expediciones de diversos países lo habían intentado sin éxito. El ascenso fue también extraordinario por la circunstancia añadida de que fuera explorado, reconocido y escalado en un solo intento, a lo largo de los dos meses de la temporada de escalada. El impacto de tal logro solo fue superado cuando el Everest fue escalado por vez primera en 1953.

## Antes del Annapurna
Nació en el seno de una familia acomodada. En los años de la Segunda Guerra Mundial luchó en la resistencia francesa como parte de las Fuerzas Francesas del Interior. Alcanzó el grado de capitán durante la campaña de los Alpes (invierno de 1944-45). Estuvo al mando de la 2ª Compañía del 27º Batallón de Cazadores Alpinos. El escritor Jean Mabire, en una de sus obras sobre historia militar, lo describe como «uno de los mejores alpinistas del batallón... ha formado su unidad a su imagen».

## Annapurna: el primer ochomil
La expedición francesa obtuvo permiso para escalar del Gobierno de Nepal, pudiendo elegir cualquiera de sus montañas. Hasta aquel año, Nepal había estado cerrado a los occidentales, y los mapas de la expedición, extremadamente imprecisos, habían sido trazados por el Servicio Cartográfico de la India apoyándose en las mediciones de individuos que utilizaban rosarios budistas para contar los pasos y que llevaban oculta la brújula en su molinillo de oraciones. Herzog cuenta que, en reconocimiento a los muchos esfuerzos y pérdidas humanas de los británicos en su intento de conquista del Everest, decidieron dirigirse a otro pico. El primer objetivo de la expedición fue escalar el Dhaulagiri (8.167 m), pero renunciaron debido a la imprecisión de los mapas de la época y lo impresionante que resultaba la montaña para escaladores cuyos mayores logros habían tenido lugar en los Alpes y que nunca habían escalado en Asia.
Se dirigieron al cercano Annapurna (8.091 m) y se encontraron con los mismos problemas. Pero el tiempo se les acababa, pues la proximidad del monzón impedía un nuevo cambio de objetivo. Además, tenían noticias de que Bill Tilman, conquistador del Nanda Devi, la montaña más alta escalada hasta entonces, se encontraba en la región.
Eligieron la cara norte y, ante la magnitud de la montaña, abandonaron la idea de escalar en estilo alpino, eligiendo en su lugar establecer campos intermedios. Después de casi dos meses de exploraciones y preparaciones, Herzog y Lachenal alcanzaron la cima el día 3 de junio de 1950. Además de Herzog y Lachenal, en la expedición participaron los alpinistas Jean Couzy, Marcel Schatz, Gaston Rébuffat y Lionel Terray, el fotógrafo Marcel Ichac, el médico Jacques Oudot y Francis de Noyelle como "oficial de enlace", en realidad un diplomático que se encargaba de la coordinación con las autoridades locales. Ninguno de ellos logró alcanzar la cima, pero a todos ellos la historia, y el mismo Herzog, les reconoce el mérito de la conquista.
También tomaron parte numerosos sherpas como porteadores, liderados por Ang-Tharkey. Al contrario que en prácticamente todas las expediciones posteriores a los picos de aquella cordillera, aquella vez ningún sherpa alcanzó la cima pues, a pesar de haber recibido el ofrecimiento de acompañarles, rehusaron por tratarse de una cima sagrada para ellos, diosa de la fecundidad.
Tanto Herzog como Lachenal optaron por botas ligeras para el asalto final a la cima. Esto, unido a que Herzog perdió los guantes al inicio del descenso, dio lugar a que ambos sufrieran congelaciones. Podría haber sido peor, pues Herzog, un alpinista amateur lleno de patriotismo, realizaba incontables fotografías desde la cima mientras se acercaba una tormenta, mientras Lachenal, un alpinista profesional experimentado, tuvo que usar toda su capacidad de convicción para persuadir a Herzog de iniciar el descenso, incluso iniciándolo en solitario para forzar a su compañero a seguirle. En la primera noche del descenso Terray y Rebuffat atendieron a sus compañeros en el campo-5, pero la nevada que caía les impidió orientarse el siguiente día y los cuatro tuvieron que dormir la segunda noche en una grieta con solo un saco de dormir para cuatro. Como resultado del descenso, Herzog y Lachenal perdieron todos los dedos de los pies y Herzog también los de las manos. La gangrena obligó a Oudot, médico de la expedición, a practicar sucesivas amputaciones sin anestesia. Herzog, Lachenal y Rebuffat, incapaces de caminar, fueron cargados a hombros de algunos de los sherpas que cruzaron con ellos a cuestas morrenas, acantilados y zonas selváticas, en un esfuerzo no menos heroico. La historia entera de la expedición la relataron Herzog en un libro titulado “Annapurna. Primer 8.000”, publicado en francés en el año 1953. y Lachenal en "Carnets du vertige". Hay, asimismo, un libro con las fotografías de la expedición, hechas por Herzog e Ichac llamado "Regards vers l'Annapurna"(1950) y una película de la expedición, realizada por este último y primera en la historia en color sobre una expedición de exploración llamada "Victoire sur l'Annapurna" (1950).
En el año 2000, coincidiendo con el 50 aniversario de la gesta, se publicó una nueva versión de las memorias de Lachenal (la primera había sido editada por el propio Herzog), así como un documental de Canal+ Francia, Une affaire de cordée, en el que se cuestionaba la versión que Herzog había dado en su libro, magnificando su figura, en detrimento de la de Lachenal y sus demás compañeros, guías profesionales y mucho más experimentados, cuyo concurso fue fundamental para el éxito de la empresa.

## Trayectoria política
Retirado forzosamente del alpinismo, Herzog ocupó los cargos de Alto comisario y Secretario de Estado de Juventud y Deportes de 1958 a 1965. El general De Gaulle confiaba en él para proyectar la imagen de una Francia pujante a través de sus deportistas. Se convierte, desde su cargo, en personaje clave del desarrollo de la red de "Maison des Jeunes et de la culture" (Casa de los Jóvenes y de la Cultura, literalmente), una red de centros culturales y de esparcimiento.
Fue también diputado por el Departamento del Ródano (1962) y después por el Departamento de la Alta Saboya (1967-1978), alcalde de Chamonix (1968-77) y vicepresidente del partido Union des démocrates pour la République (UDR, el partido gaullista). 

## Otros
Fue presidente y miembro de consejos de administración de empresas de obras públicas y petroleras. Además, fue miembro de la Academia de los deportes de Francia.
Pilotó aviones, sumando más de 1.500 horas de vuelo. Fue presidente del Club alpino francés (1952-55). Fundador en 1964 y presidente de la Oficina franco-alemana para la juventud (1964). Entre 1970 y 1994 fue miembro del COI y desde entonces hasta su fallecimiento, miembro honorario del mismo. También fue director de una obra cultural de referencia, la Enciclopedia de la montaña.
Casado dos veces, en 1964 y 1976, tuvo dos hijos en cada matrimonio. 
Falleció el 14 de diciembre de 2012, a los 93 años de edad, en la localidad francesa de Neuilly-sur-Seine.